# Список астероїдів (1001—1100)
| Назва                            | Тимчасове позначення | Дата відкриття    | Місце відкриття                            | Відкривач                     |
| -------------------------------- | -------------------- | ----------------- | ------------------------------------------ | ----------------------------- |
| 1001 Ґауссія (Gaussia)           | 1923 OA              | 8 серпня 1923     | Сімеїз                                     | Сергій Бєлявський             |
| 1002 Ольберсія (Olbersia)        | 1923 OB              | 15 серпня 1923    | Сімеїз                                     | Альбицький В.О.               |
| 1003 Лілофі (Lilofee)            | 1923 OK              | 13 вересня 1923   | Обсерваторія Гейдельберг-Кеніґштуль        | К. В. Райнмут                 |
| 1004 Бєлопольськія (Belopolskya) | 1923 OS              | 5 вересня 1923    | Сімеїз                                     | Бєлявський Сергій Іванович    |
| 1005 Араго (Arago)               | 1923 OT              | 5 вересня 1923    | Сімеїз                                     | Бєлявський Сергій Іванович    |
| 1006 Лагранжа (Lagrangea)        | 1923 OU              | 12 вересня 1923   | Сімеїз                                     | Сергій Бєлявський             |
| 1007 Павловія (Pawlowia)         | 1923 OX              | 5 жовтня 1923     | Сімеїз                                     | Альбицький В.О.               |
| 1008 Ла Пас (La Paz)             | 1923 PD              | 31 жовтня 1923    | Обсерваторія Гейдельберг-Кеніґштуль        | Макс Вольф                    |
| 1009 Sirene                      | 1923 PE              | 31 жовтня 1923    | Обсерваторія Гейдельберг-Кеніґштуль        | К. В. Райнмут                 |
| 1010 Марлен (Marlene)            | 1923 PF              | 12 листопада 1923 | Обсерваторія Гейдельберг-Кеніґштуль        | К. В. Райнмут                 |
| 1011 Laodamia                    | 1924 PK              | 5 січня 1924      | Обсерваторія Гейдельберг-Кеніґштуль        | К. В. Райнмут                 |
| 1012 Сарема (Sarema)             | 1924 PM              | 12 січня 1924     | Обсерваторія Гейдельберг-Кеніґштуль        | К. В. Райнмут                 |
| 1013 Томбека (Tombecka)          | 1924 PQ              | 17 січня 1924     | Алжирська обсерваторія                     | Веніамін Жеховський           |
| 1014 Земфіра (Semphyra)          | 1924 PW              | 29 січня 1924     | Обсерваторія Гейдельберг-Кеніґштуль        | К. В. Райнмут                 |
| 1015 Кріста (Christa)            | 1924 QF              | 31 січня 1924     | Обсерваторія Гейдельберг-Кеніґштуль        | К. В. Райнмут                 |
| 1016 Анітра (Anitra)             | 1924 QG              | 31 січня 1924     | Обсерваторія Гейдельберг-Кеніґштуль        | К. В. Райнмут                 |
| 1017 Жакліна (Jacqueline)        | 1924 QL              | 4 лютого 1924     | Алжирська обсерваторія                     | Веніамін Жеховський           |
| 1018 Арнольда (Arnolda)          | 1924 QM              | 3 березня 1924    | Обсерваторія Гейдельберг-Кеніґштуль        | К. В. Райнмут                 |
| 1019 Штракея (Strackea)          | 1924 QN              | 3 березня 1924    | Обсерваторія Гейдельберг-Кеніґштуль        | К. В. Райнмут                 |
| 1020 Аркадія (Arcadia)           | 1924 QV              | 7 березня 1924    | Обсерваторія Гейдельберг-Кеніґштуль        | К. В. Райнмут                 |
| 1021 Flammario                   | 1924 RG              | 11 березня 1924   | Обсерваторія Гейдельберг-Кеніґштуль        | Макс Вольф                    |
| 1022 Олімпіада (Olympiada)       | 1924 RT              | 23 червня 1924    | Сімеїз                                     | Альбицький В.О.               |
| 1023 Томана (Thomana)            | 1924 RU              | 25 червня 1924    | Обсерваторія Гейдельберг-Кеніґштуль        | К. В. Райнмут                 |
| 1024 Хейл (Hale)                 | 1923 YO13            | 2 грудня 1923     | Вільямс Бей                                | Джордж Ван-Бісбрук            |
| 1025 Ріема (Riema)               | 1923 NX              | 12 серпня 1923    | Обсерваторія Гейдельберг-Кеніґштуль        | К. В. Райнмут                 |
| 1026 Інгрід (Ingrid)             | 1923 NY              | 13 серпня 1923    | Обсерваторія Гейдельберг-Кеніґштуль        | К. В. Райнмут                 |
| 1027 Ескулапія (Aesculapia)      | 1923 YO11            | 11 листопада 1923 | Вільямс Бей                                | Джордж Ван-Бісбрук            |
| 1028 Лідіна (Lydina)             | 1923 PG              | 6 листопада 1923  | Сімеїз                                     | Альбицький В.О.               |
| 1029 Ла Плата (La Plata)         | 1924 RK              | 28 квітня 1924    | Обсерваторія Ла-Плата                      | Йоганнес Франц Гартман        |
| 1030 Вітя (Vitja)                | 1924 RQ              | 25 травня 1924    | Сімеїз                                     | Альбицький В.О.               |
| 1031 Арктика (Arctica)           | 1924 RR              | 6 червня 1924     | Сімеїз                                     | Бєлявський Сергій Іванович    |
| 1032 Пейфурі (Pafuri)            | 1924 SA              | 30 травня 1924    | Республіканська обсерваторія Йоганнесбурга | Гарі Едвін Вуд                |
| 1033 Сімона (Simona)             | 1924 SM              | 4 вересня 1924    | Вільямс Бей                                | Джордж Ван-Бісбрук            |
| 1034 Моцартія (Mozartia)         | 1924 SS              | 7 вересня 1924    | Сімеїз                                     | Альбицький В.О.               |
| 1035 Амата (Amata)               | 1924 SW              | 29 вересня 1924   | Обсерваторія Гейдельберг-Кеніґштуль        | К. В. Райнмут                 |
| 1036 Ганімед (Ganymed)           | 1924 TD              | 23 жовтня 1924    | Гамбурзька обсерваторія                    | Вальтер Бааде                 |
| 1037 Девідвейлла (Davidweilla)   | 1924 TF              | 29 жовтня 1924    | Алжирська обсерваторія                     | Веніамін Жеховський           |
| 1038 Такія (Tuckia)              | 1924 TK              | 24 листопада 1924 | Обсерваторія Гейдельберг-Кеніґштуль        | Макс Вольф                    |
| 1039 Зоннеберґа (Sonneberga)     | 1924 TL              | 24 листопада 1924 | Обсерваторія Гейдельберг-Кеніґштуль        | Макс Вольф                    |
| 1040 Клампкея (Klumpkea)         | 1925 BD              | 20 січня 1925     | Алжирська обсерваторія                     | Веніамін Жеховський           |
| 1041 Аста (Asta)                 | 1925 FA              | 22 березня 1925   | Обсерваторія Гейдельберг-Кеніґштуль        | К. В. Райнмут                 |
| 1042 Амазонка (Amazone)          | 1925 HA              | 22 квітня 1925    | Обсерваторія Гейдельберг-Кеніґштуль        | К. В. Райнмут                 |
| 1043 Беата (Beate)               | 1925 HB              | 22 квітня 1925    | Обсерваторія Гейдельберг-Кеніґштуль        | К. В. Райнмут                 |
| 1044 Тевтонія (Teutonia)         | 1924 RO              | 10 травня 1924    | Обсерваторія Гейдельберг-Кеніґштуль        | К. В. Райнмут                 |
| 1045 Мікела (Michela)            | 1924 TR              | 19 листопада 1924 | Вільямс Бей                                | Джордж Ван-Бісбрук            |
| 1046 Едвін (Edwin)               | 1924 UA              | 1 грудня 1924     | Вільямс Бей                                | Джордж Ван-Бісбрук            |
| 1047 Ґейша (Geisha)              | 1924 TE              | 17 листопада 1924 | Обсерваторія Гейдельберг-Кеніґштуль        | К. В. Райнмут                 |
| 1048 Феодосія (Feodosia)         | 1924 TP              | 29 листопада 1924 | Обсерваторія Гейдельберг-Кеніґштуль        | К. В. Райнмут                 |
| 1049 Ґото (Gotho)                | 1925 RB              | 14 вересня 1925   | Обсерваторія Гейдельберг-Кеніґштуль        | К. В. Райнмут                 |
| 1050 Мета (Meta)                 | 1925 RC              | 14 вересня 1925   | Обсерваторія Гейдельберг-Кеніґштуль        | К. В. Райнмут                 |
| 1051 Меропа (Merope)             | 1925 SA              | 16 вересня 1925   | Обсерваторія Гейдельберг-Кеніґштуль        | К. В. Райнмут                 |
| 1052 Бельгіка (Belgica)          | 1925 VD              | 15 листопада 1925 | Королівська обсерваторія Бельгії           | Ежен Жозеф Дельпорт           |
| 1053 Вігдіс (Vigdis)             | 1925 WA              | 16 листопада 1925 | Обсерваторія Гейдельберг-Кеніґштуль        | Макс Вольф                    |
| 1054 Форзиція (Forsytia)         | 1925 WD              | 20 листопада 1925 | Обсерваторія Гейдельберг-Кеніґштуль        | К. В. Райнмут                 |
| 1055 Тинка (Tynka)               | 1925 WG              | 17 листопада 1925 | Алжирська обсерваторія                     | Еміл Бучар                    |
| 1056 Азалея (Azalea)             | 1924 QD              | 31 січня 1924     | Обсерваторія Гейдельберг-Кеніґштуль        | К. В. Райнмут                 |
| 1057 Ванда (Wanda)               | 1925 QB              | 16 серпня 1925    | Сімеїз                                     | Шайн Григорій Абрамович       |
| 1058 Ґрубба (Grubba)             | 1925 MA              | 22 червня 1925    | Сімеїз                                     | Шайн Григорій Абрамович       |
| 1059 Муссоргскія (Mussorgskia)   | 1925 OA              | 19 липня 1925     | Сімеїз                                     | Альбицький В.О.               |
| 1060 Магнолія (Magnolia)         | 1925 PA              | 13 серпня 1925    | Обсерваторія Гейдельберг-Кеніґштуль        | К. В. Райнмут                 |
| 1061 Пеонія (Paeonia)            | 1925 TB              | 10 жовтня 1925    | Обсерваторія Гейдельберг-Кеніґштуль        | К. В. Райнмут                 |
| 1062 Люба (Ljuba)                | 1925 TD              | 11 жовтня 1925    | Сімеїз                                     | Сергій Бєлявський             |
| 1063 Акілегія (Aquilegia)        | 1925 XA              | 6 грудня 1925     | Обсерваторія Гейдельберг-Кеніґштуль        | К. В. Райнмут                 |
| 1064 Етуса (Aethusa)             | 1926 PA              | 2 серпня 1926     | Обсерваторія Гейдельберг-Кеніґштуль        | К. В. Райнмут                 |
| 1065 Амундсенія (Amundsenia)     | 1926 PD              | 4 серпня 1926     | Сімеїз                                     | Бєлявський Сергій Іванович    |
| 1066 Лобелія (Lobelia)           | 1926 RA              | 1 вересня 1926    | Обсерваторія Гейдельберг-Кеніґштуль        | К. В. Райнмут                 |
| 1067 Лунарія (Lunaria)           | 1926 RG              | 9 вересня 1926    | Обсерваторія Гейдельберг-Кеніґштуль        | К. В. Райнмут                 |
| 1068 Нефертіті (Nofretete)       | 1926 RK              | 13 вересня 1926   | Королівська обсерваторія Бельгії           | Ежен Жозеф Дельпорт           |
| 1069 Планкія (Planckia)          | 1927 BC              | 28 січня 1927     | Обсерваторія Гейдельберг-Кеніґштуль        | Макс Вольф                    |
| 1070 Туніка (Tunica)             | 1926 RB              | 1 вересня 1926    | Обсерваторія Гейдельберг-Кеніґштуль        | К. В. Райнмут                 |
| 1071 Брита (Brita)               | 1924 RE              | 3 березня 1924    | Сімеїз                                     | Альбицький В.О.               |
| 1072 Мальва (Malva)              | 1926 TA              | 4 жовтня 1926     | Обсерваторія Гейдельберг-Кеніґштуль        | К. В. Райнмут                 |
| 1073 Ґеллівара (Gellivara)       | 1923 OW              | 14 вересня 1923   | Відень                                     | Йоганн Паліза                 |
| 1074 Бєлявскія (Beljawskya)      | 1925 BE              | 26 січня 1925     | Сімеїз                                     | Бєлявський Сергій Іванович    |
| 1075 Геліна (Helina)             | 1926 SC              | 29 вересня 1926   | Сімеїз                                     | Григорій Неуймін              |
| 1076 Віола (Viola)               | 1926 TE              | 5 жовтня 1926     | Обсерваторія Гейдельберг-Кеніґштуль        | К. В. Райнмут                 |
| 1077 Кампанула (Campanula)       | 1926 TK              | 6 жовтня 1926     | Обсерваторія Гейдельберг-Кеніґштуль        | К. В. Райнмут                 |
| 1078 Мента (Mentha)              | 1926 XB              | 7 грудня 1926     | Обсерваторія Гейдельберг-Кеніґштуль        | К. В. Райнмут                 |
| 1079 Мімоза (Mimosa)             | 1927 AD              | 14 січня 1927     | Вільямс Бей                                | Джордж Ван-Бісбрук            |
| 1080 Орхіс (Orchis)              | 1927 QB              | 30 серпня 1927    | Обсерваторія Гейдельберг-Кеніґштуль        | К. В. Райнмут                 |
| 1081 Резеда (Reseda)             | 1927 QF              | 31 серпня 1927    | Обсерваторія Гейдельберг-Кеніґштуль        | К. В. Райнмут                 |
| 1082 Пірола (Pirola)             | 1927 UC              | 28 жовтня 1927    | Обсерваторія Гейдельберг-Кеніґштуль        | К. В. Райнмут                 |
| 1083 Сальвія (Salvia)            | 1928 BC              | 26 січня 1928     | Обсерваторія Гейдельберг-Кеніґштуль        | К. В. Райнмут                 |
| 1084 Тамаріва (Tamariwa)         | 1926 CC              | 12 лютого 1926    | Сімеїз                                     | Сергій Бєлявський             |
| 1085 Амаріліс (Amaryllis)        | 1927 QH              | 31 серпня 1927    | Обсерваторія Гейдельберг-Кеніґштуль        | К. В. Райнмут                 |
| 1086 Ната (Nata)                 | 1927 QL              | 25 серпня 1927    | Сімеїз                                     | Сергій Бєлявський, Ivanov, N. |
| 1087 Арабіс (Arabis)             | 1927 RD              | 2 вересня 1927    | Обсерваторія Гейдельберг-Кеніґштуль        | К. В. Райнмут                 |
| 1088 Мітака (Mitaka)             | 1927 WA              | 17 листопада 1927 | Токіо                                      | Окуро Оїкава                  |
| 1089 Тама (Tama)                 | 1927 WB              | 17 листопада 1927 | Токіо                                      | Окуро Оїкава                  |
| 1090 Суміда (Sumida)             | 1928 DG              | 20 лютого 1928    | Токіо                                      | Окуро Оїкава                  |
| 1091 Спірея (Spiraea)            | 1928 DT              | 26 лютого 1928    | Обсерваторія Гейдельберг-Кеніґштуль        | К. В. Райнмут                 |
| 1092 Ліліум (Lilium)             | 1924 PN              | 12 січня 1924     | Обсерваторія Гейдельберг-Кеніґштуль        | К. В. Райнмут                 |
| 1093 Фреда (Freda)               | 1925 LA              | 15 червня 1925    | Алжирська обсерваторія                     | Веніамін Жеховський           |
| 1094 Сибір (Siberia)             | 1926 CB              | 12 лютого 1926    | Сімеїз                                     | Сергій Бєлявський             |
| 1095 Туліпа (Tulipa)             | 1926 GS              | 14 квітня 1926    | Обсерваторія Гейдельберг-Кеніґштуль        | К. В. Райнмут                 |
| 1096 Реунерта (Reunerta)         | 1928 OB              | 21 липня 1928     | Республіканська обсерваторія Йоганнесбурга | Гарі Едвін Вуд                |
| 1097 Вікарс (Vicia)              | 1928 PC              | 11 серпня 1928    | Обсерваторія Гейдельберг-Кеніґштуль        | Карл Рейнмут                  |
| 1098 Хаконе (Hakone)             | 1928 RJ              | 5 вересня 1928    | Токіо                                      | Окуро Оїкава                  |
| 1099 Фінерія (Figneria)          | 1928 RQ              | 13 вересня 1928   | Сімеїз                                     | Григорій Неуймін              |
| 1100 Арніка (Arnica)             | 1928 SD              | 22 вересня 1928   | Обсерваторія Гейдельберг-Кеніґштуль        | Карл Рейнмут                  |

| Астероїди 1—10000 → |           |           |           |           |           |           |           |           |            |
| 1—100               | 1001—1100 | 2001—2100 | 3001—3100 | 4001—4100 | 5001—5100 | 6001—6100 | 7001—7100 | 8001—8100 | 9001—9100  |
| 101—200             | 1101—1200 | 2101—2200 | 3101—3200 | 4101—4200 | 5101—5200 | 6101—6200 | 7101—7200 | 8101—8200 | 9101—9200  |
| 201—300             | 1201—1300 | 2201—2300 | 3201—3300 | 4201—4300 | 5201—5300 | 6201—6300 | 7201—7300 | 8201—8300 | 9201—9300  |
| 301—400             | 1301—1400 | 2301—2400 | 3301—3400 | 4301—4400 | 5301—5400 | 6301—6400 | 7301—7400 | 8301—8400 | 9301—9400  |
| 401—500             | 1401—1500 | 2401—2500 | 3401—3500 | 4401—4500 | 5401—5500 | 6401—6500 | 7401—7500 | 8401—8500 | 9401—9500  |
| 501—600             | 1501—1600 | 2501—2600 | 3501—3600 | 4501—4600 | 5501—5600 | 6501—6600 | 7501—7600 | 8501—8600 | 9501—9600  |
| 601—700             | 1601—1700 | 2601—2700 | 3601—3700 | 4601—4700 | 5601—5700 | 6601—6700 | 7601—7700 | 8601—8700 | 9601—9700  |
| 701—800             | 1701—1800 | 2701—2800 | 3701—3800 | 4701—4800 | 5701—5800 | 6701—6800 | 7701—7800 | 8701—8800 | 9701—9800  |
| 801—900             | 1801—1900 | 2801—2900 | 3801—3900 | 4801—4900 | 5801—5900 | 6801—6900 | 7801—7900 | 8801—8900 | 9801—9900  |
| 901—1000            | 1901—2000 | 2901—3000 | 3901—4000 | 4901—5000 | 5901—6000 | 6901—7000 | 7901—8000 | 8901—9000 | 9901—10000 |